# Braunschweiger Turn- und Sportverein Eintracht von 1895 2019-2020
Questa voce raccoglie le informazioni riguardanti il Braunschweiger Turn- und Sportverein Eintracht von 1895 nelle competizioni ufficiali della stagione 2019-2020.

## Stagione
Nella stagione 2019-2020 l'Eintracht Braunschweig, allenato da Christian Flüthmann e Marco Antwerpen, concluse il campionato di 3. Liga al 3º posto e fu promosso in 2. Bundesliga.

## Rosa
| N. |                                 | Ruolo | Calciatore        |
| -- | ------------------------------- | ----- | ----------------- |
| 1  | Germania (bandiera)             | P     | Marcel Engelhardt |
| 3  | Germania (bandiera)             | D     | Lasse Schlüter    |
| 5  | Germania (bandiera)             | D     | Benjamin Kessel   |
| 6  | Germania (bandiera)             | D     | Steffen Nkansah   |
| 7  | Germania (bandiera)             | C     | Bernd Nehrig      |
| 8  | Germania (bandiera)             | C     | Stephan Fürstner  |
| 9  | Svizzera (bandiera)             | A     | Orhan Ademi       |
| 10 | Polonia (bandiera)              | C     | Martin Kobylański |
| 11 | Germania (bandiera)             | A     | Leandro Putaro    |
| 12 | Germania (bandiera)             | P     | Roman Birjukov    |
| 14 | Germania (bandiera)             | D     | Robin Becker      |
| 15 | Germania (bandiera)             | C     | Marcel Bär        |
| 16 | Bosnia ed Erzegovina (bandiera) | P     | Jasmin Fejzić     |
| 17 | Germania (bandiera)             | A     | Yari Otto         |
| 19 | Germania (bandiera)             | D     | Felix Burmeister  |

| N. |                     | Ruolo | Calciatore          |
| -- | ------------------- | ----- | ------------------- |
| 20 | Germania (bandiera) | C     | Merveille Biankadi  |
| 21 | Germania (bandiera) | P     | Yannick Bangsow     |
| 22 | Germania (bandiera) | C     | Manuel Schwenk      |
| 23 | Germania (bandiera) | C     | Danilo Wiebe        |
| 24 | Germania (bandiera) | D     | Kevin Goden         |
| 27 | Germania (bandiera) | D     | Niko Kijewski       |
| 29 | Germania (bandiera) | D     | Alfons Amade        |
| 30 | Germania (bandiera) | A     | Marvin Pourié       |
| 31 | Germania (bandiera) | C     | Marc Pfitzner       |
| 33 | Germania (bandiera) | A     | Nick Proschwitz     |
| 34 | Germania (bandiera) | A     | Mike Feigenspan     |
| 38 | Germania (bandiera) | C     | Leon Bürger         |
| 39 | Germania (bandiera) | C     | Patrick Kammerbauer |
| 40 | Germania (bandiera) | D     | Robin Ziegele       |

## Organigramma societario
Area tecnica
- Allenatore: Marco Antwerpen
- Allenatore in seconda: Kurtulus Öztürk, Jonas Stephan, Markus Unger
- Preparatore dei portieri: Björn Rührer, Ronny Teuber
- Preparatori atletici: Johannes Thienel

## Calciomercato

### Sessione estiva
| Acquisti | Acquisti            | Acquisti         | Acquisti |
| R.       | Nome                | da               | Modalità |
| -------- | ------------------- | ---------------- | -------- |
| D        | Kevin Goden         | Norimberga       |          |
| C        | Patrick Kammerbauer | Friburgo         |          |
| D        | Robin Ziegele       | Wolfsburg II     |          |
| D        | Alfons Amade        | Hoffenheim       |          |
| A        | Orhan Ademi         | Kickers Würzburg |          |
| C        | Martin Kobylański   | Preußen Münster  |          |
| D        | Nick Otto           | St. Pauli II     |          |
| A        | Nick Proschwitz     | Meppen           |          |
| D        | Lasse Schlüter      | Energie Cottbus  |          |
| C        | Danilo Wiebe        | Preußen Münster  |          |

| Cessioni | Cessioni          | Cessioni         | Cessioni |
| R.       | Nome              | a                | Modalità |
| -------- | ----------------- | ---------------- | -------- |
| D        | David Sauerland   | Rot-Weiss Essen  |          |
| A        | Onur Bulut        | Alanyaspor       |          |
| C        | Jonas Thorsen     | Horsens          |          |
| A        | Ayodele Adetula   | Rot-Weiss Essen  |          |
| A        | Julius Düker      | Meppen           |          |
| C        | Mërgim Fejzullahu | Saarbrücken      |          |
| D        | Jan-Lukas Funke   | Viktoria Colonia |          |
| A        | Philipp Hofmann   | Karlsruhe        |          |
| D        | Christoph Menz    | Viktoria Berlino |          |

### Sessione invernale
| Acquisti | Acquisti           | Acquisti   | Acquisti |
| R.       | Nome               | da         | Modalità |
| -------- | ------------------ | ---------- | -------- |
| C        | Merveille Biankadi | Heidenheim |          |
| A        | Marvin Pourié      | Karlsruhe  |          |

| Cessioni | Cessioni  | Cessioni    | Cessioni |
| R.       | Nome      | a           | Modalità |
| -------- | --------- | ----------- | -------- |
| D        | Nick Otto | Jeddeloh II |          |

## Risultati

### 3. Liga

#### Girone di andata
| Arbitro: | Zwayer |

|                      |           |                                 |
| Bertram 11’ Beck 51’ | Marcatori | 7’, 18’, 90’ Kobylański 32’ Bär |

| Arbitro: | Thomsen |

|                           |           |            |
| Kobylański 43’ Kessel 62’ | Marcatori | 5’ Mölders |

| Arbitro: | Siewer |

|  |           |                      |
|  | Marcatori | 29’ Kessel 81’ Ademi |

| Arbitro: | Kampka |

|  |           |                                                |
|  | Marcatori | 19’ (aut.) Nkansah 81’ Mickels 84’ Stoppelkamp |

| Arbitro: | Welz |

|  |           |                                                 |
|  | Marcatori | 69’ Feigenspan 76’ Putaro 79’ (rig.) Proschwitz |

| Arbitro: | Lossius |

|                                                      |           |                            |
| Proschwitz 7’, 40’ Becker 48’ Bär 56’ Kobylański 68’ | Marcatori | 26’ Kaufmann 36’ Hemmerich |

| Arbitro: | Badstübner |

|             |           |                    |
| Lukimya 53’ | Marcatori | 72’ Otto 82’ Wiebe |

| Arbitro: | Cortus |

|         |           |                        |
| Bär 38’ | Marcatori | 3’ Neidhart 35’ Breier |

| Colonia 21 settembre 2019, ore 14:00 CEST 9ª giornata | Viktoria Colonia | 0 – 0 referto | Eintracht Braunschweig | Sportpark Höhenberg (4 408 spett.)\| Arbitro: \| Haslberger \| |
| Arbitro:                                              | Haslberger       |               |                        |                                                                |

| Arbitro: | Winkmann |

|           |           |          |
| Ademi 26’ | Marcatori | 51’ Sohm |

| Arbitro: | Braun |

|                 |           |  |
| Dajaku 15’, 90’ | Marcatori |  |

| Braunschweig 19 ottobre 2019, ore 14:00 CEST 12ª giornata | Eintracht Braunschweig | 0 – 0 referto | Unterhaching | Eintracht-Stadion (17 717 spett.)\| Arbitro: \| Jöllenbeck \| |
| Arbitro:                                                  | Jöllenbeck             |               |              |                                                               |

| Arbitro: | Hartmann |

|                 |           |                                              |
| Vlachodīmos 36’ | Marcatori | 26’ Kobylański 32’ Proschwitz 58’ Feigenspan |

| Arbitro: | Dankert |

|  |           |                                        |
|  | Marcatori | 20’ Gaus 23’ Antonitsch 26’ Thalhammer |

| Arbitro: | Alt |

|              |           |            |
| Mörschel 86’ | Marcatori | 57’ Kessel |

| Arbitro: | Schultes |

|                     |           |             |
| Feigenspan 75’, 76’ | Marcatori | 23’ Hosiner |

| Arbitro: | Haslberger |

|                                   |           |           |
| Bär 26’ Kobylański 29’ Becker 56’ | Marcatori | 67’ König |

| Mannheim 8 dicembre 2019, ore 13:00 CET 18ª giornata | Waldhof Mannheim | 0 – 0 referto | Eintracht Braunschweig | Carl-Benz-Stadion (10 452 spett.)\| Arbitro: \| Gräfe \| |
| Arbitro:                                             | Gräfe            |               |                        |                                                          |

| Arbitro: | Koslowski |

|             |           |                |
| Schwenk 24’ | Marcatori | 16’, 40’ Undav |

#### Girone di ritorno
| Arbitro: | Jablonski |

|                                |           |                     |
| Pfitzner 49’ (rig.) Kessel 70’ | Marcatori | 50’ Beck 72’ Rother |

| Arbitro: | Jöllenbeck |

|                                           |           |         |
| Bekiroğlu 7’ Dressel 22’ Mölders 67’, 79’ | Marcatori | 29’ Bär |

| Arbitro: | Schultes |

|         |           |                     |
| Bär 52’ | Marcatori | 21’ Günther-Schmidt |

| Arbitro: | Alt |

|           |           |             |
| Engin 74’ | Marcatori | 44’ Ziegele |

| Arbitro: | Gräfe |

|                           |           |  |
| Biankadi 12’ Kijewski 44’ | Marcatori |  |

| Arbitro: | Osmanagic |

|                          |           |            |
| Sané 2’, 83’ Baumann 18’ | Marcatori | 70’ Pourié |

| Arbitro: | Burda |

|                                                        |           |               |
| Kobylański 13’, 26’ (rig.) Proschwitz 32’ Biankadi 51’ | Marcatori | 77’ Ibrahimaj |

| Arbitro: | Sather |

|                             |           |  |
| Verhoek 2’, 90’ Hanslik 14’ | Marcatori |  |

| Arbitro: | Günsch |

|                                        |           |                           |
| Bürger 10’ Kobylański 40’ Bär 65’, 80’ | Marcatori | 3’ Wunderlich 62’ Saghiri |

| Arbitro: | Koslowski |

|  |           |             |
|  | Marcatori | 34’ Nkansah |

| Arbitro: | Ittrich |

|                       |           |        |
| Kobylański 11’ (rig.) | Marcatori | 9’ Arp |

| Arbitro: | Hanslbauer |

|            |           |                                    |
| Schwabl 9’ | Marcatori | 24’ Feigenspan 26’, 45’ Kobylański |

| Arbitro: | Gräfe |

|                           |           |             |
| Kobylański 18’ Pourié 87’ | Marcatori | 79’ Brünker |

| Ingolstadt 16 giugno 2020, ore 19:00 CEST 33ª giornata | Ingolstadt 04 | 0 – 0 referto | Eintracht Braunschweig | Audi-Sportpark (0 spett.)\| Arbitro: \| Brand \| |
| Arbitro:                                               | Brand         |               |                        |                                                  |

| Arbitro: | Rafalski |

|               |           |  |
| Kobylański 2’ | Marcatori |  |

| Arbitro: | Koslowski |

|               |           |                         |
| Hoheneder 69’ | Marcatori | 8’ Nkansah 37’ Biankadi |

| Arbitro: | Günsch |

|                            |           |                         |
| Huth 76’, 90’ Schröter 90’ | Marcatori | 45’ Kobylański 90’ Otto |

| Arbitro: | Sather |

|                                |           |                          |
| Kobylański 5’, 73’ Schwenk 44’ | Marcatori | 13’ Gohlke 58’ Sulejmani |

| Arbitro: | Winkmann |

|                                         |           |                                   |
| Düker 9’, 30’ Helwe 14’ Amin 73’ (rig.) | Marcatori | 18’ Bürger 65’ (rig.), 76’ Pourié |

## Statistiche

### Statistiche di squadra
| Competizione | Punti | In casa | In casa | In casa | In casa | In casa | In casa | In trasferta | In trasferta | In trasferta | In trasferta | In trasferta | In trasferta | Totale | Totale | Totale | Totale | Totale | Totale | DR  |
| Competizione | Punti | G       | V       | N       | P       | Gf      | Gs      | G            | V            | N            | P            | Gf           | Gs           | G      | V      | N      | P      | Gf     | Gs     | DR  |
| ------------ | ----- | ------- | ------- | ------- | ------- | ------- | ------- | ------------ | ------------ | ------------ | ------------ | ------------ | ------------ | ------ | ------ | ------ | ------ | ------ | ------ | --- |
| 3. Liga      | 64    | 19      | 10      | 5       | 4       | 35      | 26      | 19           | 8            | 5            | 6            | 29           | 27           | 38     | 18     | 10     | 10     | 64     | 53     | +11 |
| Totale       | 64    | 19      | 10      | 5       | 4       | 35      | 26      | 19           | 8            | 5            | 6            | 29           | 27           | 38     | 18     | 10     | 10     | 64     | 53     | +11 |

### Andamento in campionato
| Giornata  | 1 | 2 | 3 | 4 | 5 | 6 | 7 | 8 | 9 | 10 | 11 | 12 | 13 | 14 | 15 | 16 | 17 | 18 | 19 | 20 | 21 | 22 | 23 | 24 | 25 | 26 | 27 | 28 | 29 | 30 | 31 | 32 | 33 | 34 | 35 | 36 | 37 | 38 |
| --------- | - | - | - | - | - | - | - | - | - | -- | -- | -- | -- | -- | -- | -- | -- | -- | -- | -- | -- | -- | -- | -- | -- | -- | -- | -- | -- | -- | -- | -- | -- | -- | -- | -- | -- | -- |
| Luogo     | T | C | T | C | T | C | T | C | T | C  | T  | C  | T  | C  | T  | C  | C  | T  | C  | C  | T  | C  | T  | C  | T  | C  | T  | C  | T  | C  | T  | C  | T  | C  | T  | T  | C  | T  |
| Risultato | V | V | V | P | V | V | V | P | N | N  | P  | N  | V  | P  | N  | V  | V  | N  | P  | N  | P  | N  | N  | V  | P  | V  | P  | V  | V  | N  | V  | V  | N  | V  | V  | P  | V  | P  |
| Posizione | 2 | 1 | 1 | 4 | 3 | 1 | 1 | 2 | 3 | 3  | 3  | 4  | 3  | 5  | 5  | 4  | 3  | 3  | 3  | 4  | 5  | 5  | 5  | 5  | 6  | 6  | 9  | 6  | 5  | 4  | 3  | 3  | 3  | 2  | 2  | 3  | 2  | 3  |

Legenda:

Luogo: C = Casa; T = Trasferta. Risultato: V = Vittoria; N = Pareggio; P = Sconfitta.

### Statistiche dei giocatori
!! colspan="4" | Totale

| Giocatore      | 3. Liga O. Ademi | 3. Liga O. Ademi | 3. Liga O. Ademi | 3. Liga O. Ademi | 13       | 2    | 1           | 0          |
| Giocatore      | Presenze         | Reti             | Ammonizioni      | Espulsioni       | Presenze | Reti | Ammonizioni | Espulsioni |
| A. Amade       | 4                | 0                | 1                | 0                |          |      |             |            |
| Y. Bangsow     | 1                | 0                | 0                | 0                |          |      |             |            |
| R. Becker      | 31               | 2                | 11               | 0                |          |      |             |            |
| M. Biankadi    | 17               | 3                | 2                | 0                |          |      |             |            |
| R. Birjukov    | 1                | 0                | 0                | 0                |          |      |             |            |
| F. Burmeister  | 16               | 0                | 4                | 1                |          |      |             |            |
| M. Bär         | 35               | 8                | 5                | 0                |          |      |             |            |
| L. Bürger      | 4                | 2                | 1                | 0                |          |      |             |            |
| M. Engelhardt  | 11               | 0                | 0                | 0                |          |      |             |            |
| M. Feigenspan  | 26               | 5                | 1                | 0                |          |      |             |            |
| J. Fejzić      | 26               | 0                | 1                | 0                |          |      |             |            |
| S. Fürstner    | 8                | 0                | 1                | 0                |          |      |             |            |
| K. Goden       | 7                | 0                | 0                | 0                |          |      |             |            |
| M. Heiland     | 0                | 0                | 0                | 0                |          |      |             |            |
| P. Kammerbauer | 23               | 0                | 3                | 0                |          |      |             |            |
| B. Kessel      | 35               | 4                | 8                | 0                |          |      |             |            |
| N. Kijewski    | 31               | 1                | 2                | 0                |          |      |             |            |
| M. Kobylański  | 33               | 18               | 4                | 0                |          |      |             |            |
| B. Nehrig      | 20               | 0                | 8                | 0                |          |      |             |            |
| S. Nkansah     | 23               | 2                | 2                | 1                |          |      |             |            |
| N. Otto        | 0                | 0                | 0                | 0                |          |      |             |            |
| Y. Otto        | 25               | 2                | 4                | 0                |          |      |             |            |
| M. Pfitzner    | 25               | 1                | 4                | 2                |          |      |             |            |
| M. Pourié      | 18               | 4                | 3                | 0                |          |      |             |            |
| N. Proschwitz  | 29               | 5                | 0                | 0                |          |      |             |            |
| L. Putaro      | 16               | 1                | 1                | 0                |          |      |             |            |
| L. Schlüter    | 8                | 0                | 1                | 0                |          |      |             |            |
| M. Schwenk     | 16               | 2                | 4                | 0                |          |      |             |            |
| D. Wiebe       | 27               | 1                | 7                | 0                |          |      |             |            |
| R. Ziegele     | 20               | 1                | 2                | 0                |          |      |             |            |